# آرنولد کنت
آرنولد کنت (انگلیسی: Arnold Kent؛ ۲۱ ژانویه ۱۸۹۹ – ۲۹ سپتامبر ۱۹۲۸ (در سن ۲۹ سالگی)) هنرپیشه اهل کشور ایالات متحده آمریکا و زاده ی کشور ایتالیا بود.
از فیلم‌هایی که وی در آن نقش داشته است می‌توان به هولا اشاره کرد.